# Dayton (Alabama)
Dayton é uma cidade  localizada no estado americano do Alabama, no Condado de Marengo.

## Demografia
Segundo o censo americano de 2000, a sua população era de 60 habitantes.
Em 2006, foi estimada uma população de 60, um aumento de 0 (0.0%).

## Geografia
De acordo com o United States Census Bureau, a localidade tem uma área de 2,6 km², sem área coberta por água.

## Localidades na vizinhança
O diagrama seguinte representa as localidades num raio de 32 km ao redor de Dayton.